# 박부심
박부심(朴冨心, 1975년 11월 26일~)은 대한민국의 여성 가수이다.
재일 한국인이며, 1999년 6월 19일 미니앨범 'Brand New Day'로 데뷔했다.